# 沃斯堡
沃斯堡（或譯渥斯堡；又名福和市）位于美国德克萨斯州东北部，至2023年7月1日时，有97万8468人，是美國第12大城市，德克萨斯州第六大城市，塔兰特县的首府。位於达拉斯以西30英里（约48公里），並與之构成大都會區。临特林尼特河，交通枢纽。著名的家畜、棉花、谷物市场。市西145公里处有油田，食品加工、石油加工、油田用机械、飞机等工业发达。1847年作为陆军驻地开始建镇，西郊有巨大的空军基地。有得克萨斯州立大学，德克薩斯大學阿靈頓分校高等学校多所。

## 交通
- 達拉斯-沃斯堡國際機場

## 教育
- 德克萨斯基督教大学
- 德克薩斯大學阿靈頓分校

## 姐妹城市
- 義大利雷焦艾米利亚（1985年）
- 日本長岡市（1987年）
- 德国特里爾（1987年）
- 印度尼西亞萬隆（1990年）
- 匈牙利布達佩斯（1990年）[9]
- 墨西哥托盧卡（1998年）
- 墨巴本（2004年）
- 中国贵阳市（2010年）
- 法國 尼姆（2016年）